# Gamli'el II.
Gamli'el II. nebo též Gamli'el z Javne, krátce raban Gamli'el (také Gamliel, Gamaliel), byl židovský učenec, tanaita, vnuk Gamli'ela Staršího, předseda sanhedrinu v Javne. Po zničení Druhého chrámu se Gamli'el pokoušel vybudovat v Javne nové středisko židovského intelektuálního života.
Rozhodl o přijetí knih Kazatel a Píseň písní do biblického kánonu (tanach), který tak uzavřel.